# Vievy-le-Rayé
Vievy-le-Rayé är en kommun i departementet Loir-et-Cher i regionen Centre-Val de Loire i de centrala delarna av Frankrike. Kommunen ligger i kantonen Ouzouer-le-Marché som tillhör arrondissementet Blois. År 2022 hade Vievy-le-Rayé 466 invånare. År 1930 införlivade Vievy-le-Rayé kommunerna La Bosse och Écoman.

## Befolkningsutveckling
Antalet invånare i kommunen Vievy-le-Rayé
| Referens: INSEE |